# Ion (mythologie)
Pour les articles homonymes, voir Ion (homonymie).
Dans la mythologie grecque, Ion (en grec ancien Ἴων / Iôn) est le fils de Créuse, qu'elle a conçu soit de Xouthos (roi d'Athènes) soit du dieu Apollon. Il est le héros éponyme du peuple des Ioniens.
Abandonné par sa mère après sa naissance, Ion est recueilli par la Pythie de Delphes et devient le gardien du temple d'Apollon. Selon la tragédie grecque Ion, écrite par Euripide, Xouthos affligé de ne pas avoir d'enfant, décide de consulter l'oracle de Delphes. Apollon lui fait savoir qu'il doit prendre comme son fils la première personne qu'il croisera à la sortie du temple. Ion est ce fils désigné par l'oracle.
Plus tard, il est appelé par les Athéniens pour les diriger dans leur guerre contre Éleusis.
Ion est le père d'Hoplès, de Géléon, d'Égicorès et d'Argadès, les ancêtres éponymes des quatre tribus attiques.